# Skinny morče

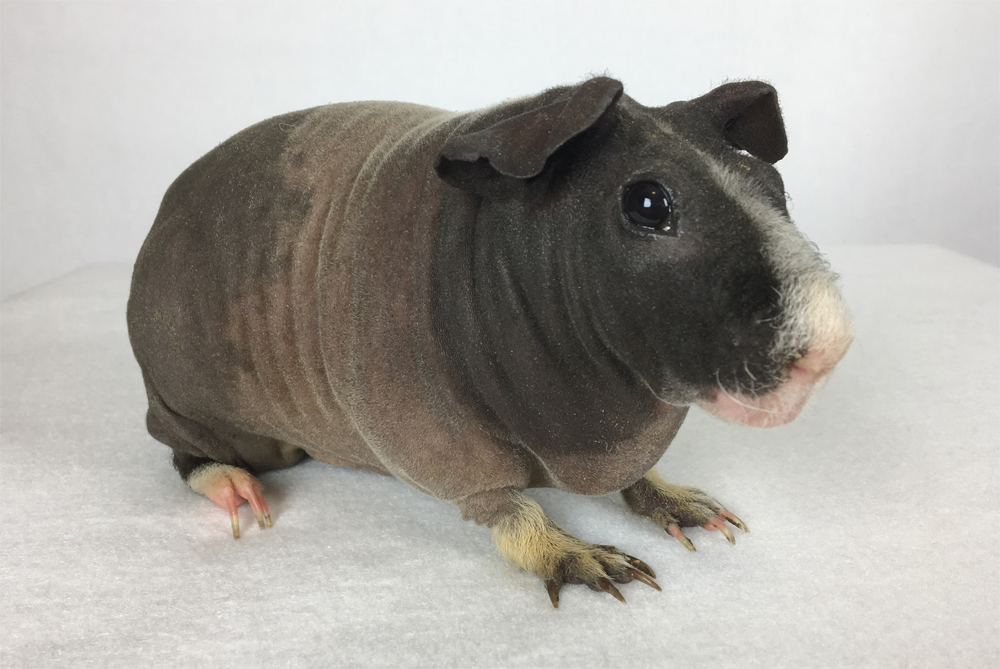
Skinny morče

Skinny morče je plemeno morčete domácího, charakteristické absencí srsti. Navzdory názvu plemene není zcela lysé, ale má drsnou stočenou srst na hlavě a na končetinách. Kůže na těle je úplně hladká nebo místy pokrytá velmi jemnými chloupky a vyskytuje se v různobarevných variantách.

## Původ
Morčata plemene skinny pocházejí z několika laboratoří v Kanadě. Bylo vyšlechtěno jako pokusné zvíře pro studium dermatologie a kosmetických přípravků.

## Chov
Skinny morčata nejsou úplně vhodná pro začátečníky. Je nutné dávat pozor, aby jim nebyla příliš zima a proto nejsou vhodná pro venkovní chov. Nesmějí prochladnout a průvan je pro jejich zdravotní stav přímo nebezpečný. Dožívají se 6-8 let, a i přes svou absenci srsti se mohou dožít víc než klasické morče.
Doporučuje se chovat minimálně dvě morčata, aby nestrádala, protože jsou přátelská a komunikativní. Mohou spolu být i dva samečci, to se ale nedoporučuje kvůli případným soubojům.
Ze spojení skinny morčete s morčetem osrstěným se rodí osrstěná mláďata, z nichž část je tzv. genový skinny: nositel genu pro lysost. 

### Krmení
Vzhledem k jejich zrychlenému metabolismu, který je daný jejich nahou kůží, se musí za den vícekrát krmit a tím také častěji čistit jejich příbytek. Běžné je krmit skinny morčata třikrát denně, protože mají opravdu velký apetit.
Denně musí dostávat čerstvou vodu, v níž je dobré rozpustit vitamin C, který si morčata, stejně jako lidé, neumějí sama vytvořit. Jeho nedostatek se může projevit na stavbě tělíčka a může být příčinou i kožních nemocí.